# Paolo Pino
Pour les articles homonymes, voir Pino (homonymie).
Paolo Pino (Venise, 1534 – 1565) était un peintre et un écrivain italien de la Renaissance.

## Biographie
Élève de Giovanni Gerolamo Savoldo, sa renommée est due à son ouvrage Dialogo di pittura (1548), dans lequel il affirme la supériorité de l'école vénitienne sur la florentine, anticipant en cela le maniérisme.

## Ouvrages
- Dialogo di pittura (1548) - Dialogue sur la peinture, Honoré Champion, 2011

## Œuvres
Ses œuvres picturales sont rares :
- Portrait d'un collectionneur, musée des Beaux-Arts de Chambéry, France.

## Sources
- (it) Cet article est partiellement ou en totalité issu de l’article de Wikipédia en italien intitulé « Paolo Pino » (voir la liste des auteurs).